# Bitwa pod Ushant (1944)
Bitwa pod Ushant (Ouessant) – bitwa morska między niszczycielami alianckimi a niemieckimi w nocy z 8 na 9 czerwca 1944 koło wyspy Ouessant, zakończone zwycięstwem aliantów. Po stronie alianckiej uczestniczyły okręty brytyjskie, kanadyjskie i polskie. Bitwa znana jest szerzej w literaturze pod angielską wersją nazwy wyspy (Ushant).

## Podłoże
Po lądowaniu aliantów w Normandii 6 czerwca 1944, Niemcy podjęli próbę rzucenia nielicznych pozostających im na zachodzie lekkich sił morskich w nocnej akcji przeciw jednostkom desantowym. 8 czerwca z Brestu wyszła w tym celu 8. Flotylla Niszczycieli „Narvik”, zredukowana na skutek wcześniejszych strat do 4 okrętów, którą dowodził komandor Theodor Freiherr von Bechtolsheim. Niemcy skierowali się na wschód, w stronę kanału La Manche. W zachodniej części kanału operowała w tym okresie brytyjska 10. Flotylla Niszczycieli, bazująca w Plymouth i zapuszczająca się w nocnych patrolach ofensywnych pod wybrzeże francuskie, w celu zwalczania niemieckiej żeglugi przybrzeżnej. Po północy, 9 czerwca Niemcy natknęli się przy zachodnim krańcu kanału La Manche na patrolującą tam 10. Flotyllę Niszczycieli, w pełnym składzie 8 dużych niszczycieli, dowodzoną przez komandora Basila Jonesa. Alianci byli wcześniej uprzedzeni o wyjściu niemieckich okrętów z portu przez rozszyfrowywanie niemieckich wiadomości kodowanych Enigmą.

## Siły
Zespół niemiecki składał się z 3 niszczycieli: Z-32, Z-24, ZH1 i jednego torpedowca T-24. Z-32 i Z-24 były wielkimi niszczycielami typu 1936A (Narvik), silnie uzbrojonymi w 5 dział 150 mm, kalibru odpowiadającego lekkim krążownikom, oraz 8 wyrzutni torped, natomiast ZH1 (zdobyty holenderski „Gerard Callenburgh”) był średniej wielkości (5 dział 120 mm, 8 wyrzutni torped). Torpedowiec T-24, typu 1939 (Elbing), odpowiadał małemu niszczycielowi, będąc uzbrojony w 4 działa 105 mm i 6 wyrzutni torped. Okrętem flagowym był Z-32.
Siły alianckie składały się z niszczycieli brytyjskich: HMS „Tartar”, „Ashanti”, „Eskimo”, „Javelin”, kanadyjskich HMCS „Haida” i „Huron”  i polskich ORP „Błyskawica” i „Piorun”. Z tego, „Tartar”, „Ashanti”, „Eskimo”, „Haida” i „Huron” należały do dużych niszczycieli typu Tribal (6 dział 120 mm, 2 działa 102 mm, 4 wyrzutnie torped), „Javelin” i „Piorun” do typu J/K/N (6 dział 120 mm, 10 wyrzutni torped), a ORP „Błyskawica” uzbrojona była w 8 dział 102 mm i 4 wyrzutnie torped. Okrętem flagowym flotylli był „Tartar”, prowadzący 19. dywizjon w składzie „Ashanti”, „Haida” i „Huron”. Pozostałe okręty tworzyły 20. dywizjon, którego okrętem flagowym była „Błyskawica”, dowodzona przez kmdra ppor. Konrada Namieśniowskiego. Alianci mieli znaczną przewagę ilościową, nieco jednak zniwelowaną podczas starcia na skutek szybkiego wyjścia z bitwy 20. dywizjonu.

## Bitwa
Zespół aliancki płynął w kierunku na południowy zachód: najpierw 19. dywizjon prowadzony przez HMS „Tartar”, od strony wybrzeża francuskiego, za nim, 2 mile na północ, od strony otwartego morza, 20. dywizjon prowadzony przez ORP „Błyskawicę”. Niemiecki zespół płynął z naprzeciwka w szyku torowym (Z-32, ZH-1, Z-24, T-24). Oba zespoły wykryły się najpierw na radarach, po czym Niemcy dostrzegli 19. dywizjon. Ok. godz. 1.30 niemieckie niszczyciele wykonały zwrot w lewo i wystrzeliły po 4 torpedy z odległości ok. 3700–4600 m. Alianci jednak, którzy przechwytywali ich rozmowy radiowe za pomocą urządzenia Headache, wykonali unik. Po wystrzeleniu przez HMS „Tartar” pocisku oświetlającego, rozpoczęła się walka artyleryjska. Niemiecki zespół kierował się na północ, przecinając kurs 19. dywizjonu. Z-32 szybko otrzymał dwa trafienia z „Tartar”, a ZH1 został uszkodzony i unieruchomiony, głównie przez „Ashanti”. Z-24 został uszkodzony przez „Haidę” i „Huron”, m.in. z akcji wyszła jego dziobowa wieża artylerii i zginęła część obsady mostka. W dalszym ciągu ostrzeliwany Z-24 postawił zasłonę dymną i wraz z T-24 odszedł na południowy zachód. Pościg za nimi podjęły „Haida” i „Huron”, lecz zaprzestały z uwagi na konieczność przejścia za niemieckimi okrętami przez brytyjską zagrodę minową. Z-24 i T-24 powróciły do Brestu.
Z-32 próbował ujść na północ, gdzie natknął się na 20. dywizjon, prowadzony przez „Błyskawicę” i został celnie ostrzelany. Jednakże, na skutek odebrania ostrzeżenia o wystrzeleniu przez Niemców torped 20. dywizjon dokonał zwrotu na północ przez co oddalił się od miejsca boju i utracił dalszy kontakt z Niemcami. Po stronie alianckiej walkę kontynuował jedynie 19. dywizjon. Z-32 zawrócił na południe pod zasłoną dymną, po czym ponownie starł się z dwoma brytyjskimi Tribalami 19. dywizjonu. Ok 1.42 „Tartar” został kilkakrotnie trafiony i uszkodzony po czym przerwał ogień i zmniejszył prędkość. Komandor Jones został lekko ranny. Z-32 także otrzymał 3 trafienia. „Ashanti” kontynuował pogoń odciągając niemiecki okręt od uszkodzonego okrętu flagowego. Po tym „Ashanti” natknął się na uszkodzony niszczyciel ZH1, który otworzył do niego ogień. „Ashanti”  storpedował ZH1 urywając mu dziób. Ciężko uszkodzony ZH1 został samozatopiony przez załogę ok. 2.35 (Anglicy podebrali 141 rozbitków, 37 dotarło do brzegu francuskiego).
Korzystając z walki ZH-1, Z-32 uszedł z placu boju za rufami brytyjskich okrętów, płynąc na wschód w kierunku Cherbourga, lecz już ok. 2.50 natknął się na powracające kanadyjskie niszczyciele „Haida” i „Huron”, które podjęły pościg za nim kontynuując ostrzał. Z-32 następnie zawrócił na południe w stronę brzegu Francji. Do pościgu w końcowym etapie zdołał dołączyć 20. dywizjon z „Błyskawicą” na czele. Około godz. 5 trafiony wielokrotnie Z-32, po wyczerpaniu amunicji i uszkodzeniu prawej turbiny i części artylerii, wyrzucił się na brzeg  wysepki Île-de-Batz i został opuszczony przez załogę. Straty Z-32 w załodze wyniosły 26 osób. Następnego dnia wrak Z-32 został zniszczony przez samoloty Beaufighter 144. Dywizjonu RAF i 404. Dywizjonu RCAF.
Bitwa ta stanowiła koniec udziału w walkach na zachodzie Europy niemieckich większych okrętów. Z-24 i T-24 zostały 24 sierpnia 1944 zatopione przez lotnictwo u ujścia Girondy a pozostałe niemieckie niszczyciele, znajdujące się w remoncie Z-23 i Z-37 zostały na skutek niemożności ukończenia remontu 20 sierpnia 1944, skreślone z listy floty.

## Zestawienie sił
† – okręty zatopione
# – okręty uszkodzone

### Alianci
- 10 Flotylla Niszczycieli (kmdr Basil Jones)
  - 19 Dywizjon:  HMS „Tartar”# (flagowy), HMS „Ashanti”, HMCS „Haida”, HMCS „Huron”
  - 20 Dywizjon: ORP „Błyskawica”, ORP „Piorun”, HMS „Eskimo”, HMS „Javelin”

### Niemcy
- 8. Flotylla Niszczycieli „Narvik” (kmdr Theodor Freiherr von Bechtolsheim)
  - niszczyciele Z-32† (flagowy), Z-24#, ZH1†, torpedowiec T-24